# Saint-Firmin (Nièvre)
Pour les articles homonymes, voir Saint-Firmin.
Saint-Firmin est une commune française, située dans le département de la Nièvre en région Bourgogne-Franche-Comté.

## Géographie

### Climat
Pour des articles plus généraux, voir Climat de la Bourgogne-Franche-Comté et Climat de la Nièvre.
En 2010, le climat de la commune est de type climat océanique dégradé des plaines du Centre et du Nord, selon une étude du Centre national de la recherche scientifique s'appuyant sur une série de données couvrant la période 1971-2000. En 2020, Météo-France publie une typologie des climats de la France métropolitaine dans laquelle la commune est exposée à un climat océanique altéré et est dans la région climatique  Centre et contreforts nord du Massif Central, caractérisée par un air sec en été et un bon ensoleillement. 
Pour la période 1971-2000, la température annuelle moyenne est de 11 °C, avec une amplitude thermique annuelle de 15,7 °C. Le cumul annuel moyen de précipitations est de 1 013 mm, avec 12,8 jours de précipitations en janvier et 8,4 jours en juillet. Pour la période 1991-2020, la température moyenne annuelle observée sur la station météorologique de Météo-France la plus proche, « Ourouer », sur la commune de Vaux d'Amognes à 7 km à vol d'oiseau, est de 11,3 °C et le cumul annuel moyen de précipitations est de 889,3 mm. 
La température maximale relevée sur cette station est de 41,5 °C, atteinte le 7 août 2003 ; la température minimale est de −13,5 °C, atteinte le 1er mars 2005,,. 
Les paramètres climatiques de la commune ont été estimés pour le milieu du siècle (2041-2070) selon différents scénarios d'émission de gaz à effet de serre à partir des nouvelles projections climatiques de référence DRIAS-2020. Ils sont consultables sur un site dédié publié par Météo-France en novembre 2022.

## Urbanisme

### Typologie
Au 1er janvier 2024, Saint-Firmin est catégorisée commune rurale à habitat dispersé, selon la nouvelle grille communale de densité à sept niveaux définie par l'Insee en 2022.
Elle est située hors unité urbaine. Par ailleurs la commune fait partie de l'aire d'attraction de Nevers, dont elle est une commune de la couronne,. Cette aire, qui regroupe 93 communes, est catégorisée dans les aires de 50 000 à moins de 200 000 habitants,.

### Occupation des sols
L'occupation des sols de la commune, telle qu'elle ressort de la base de données européenne d’occupation biophysique des sols Corine Land Cover (CLC), est marquée par l'importance des territoires agricoles (79,7 % en 2018), une proportion identique à celle de 1990 (79,7 %). La répartition détaillée en 2018 est la suivante : prairies (61,9 %), forêts (20,3 %), terres arables (17,9 %). L'évolution de l’occupation des sols de la commune et de ses infrastructures peut être observée sur les différentes représentations cartographiques du territoire : la carte de Cassini (XVIIIe siècle), la carte d'état-major (1820-1866) et les cartes ou photos aériennes de l'IGN pour la période actuelle (1950 à aujourd'hui).

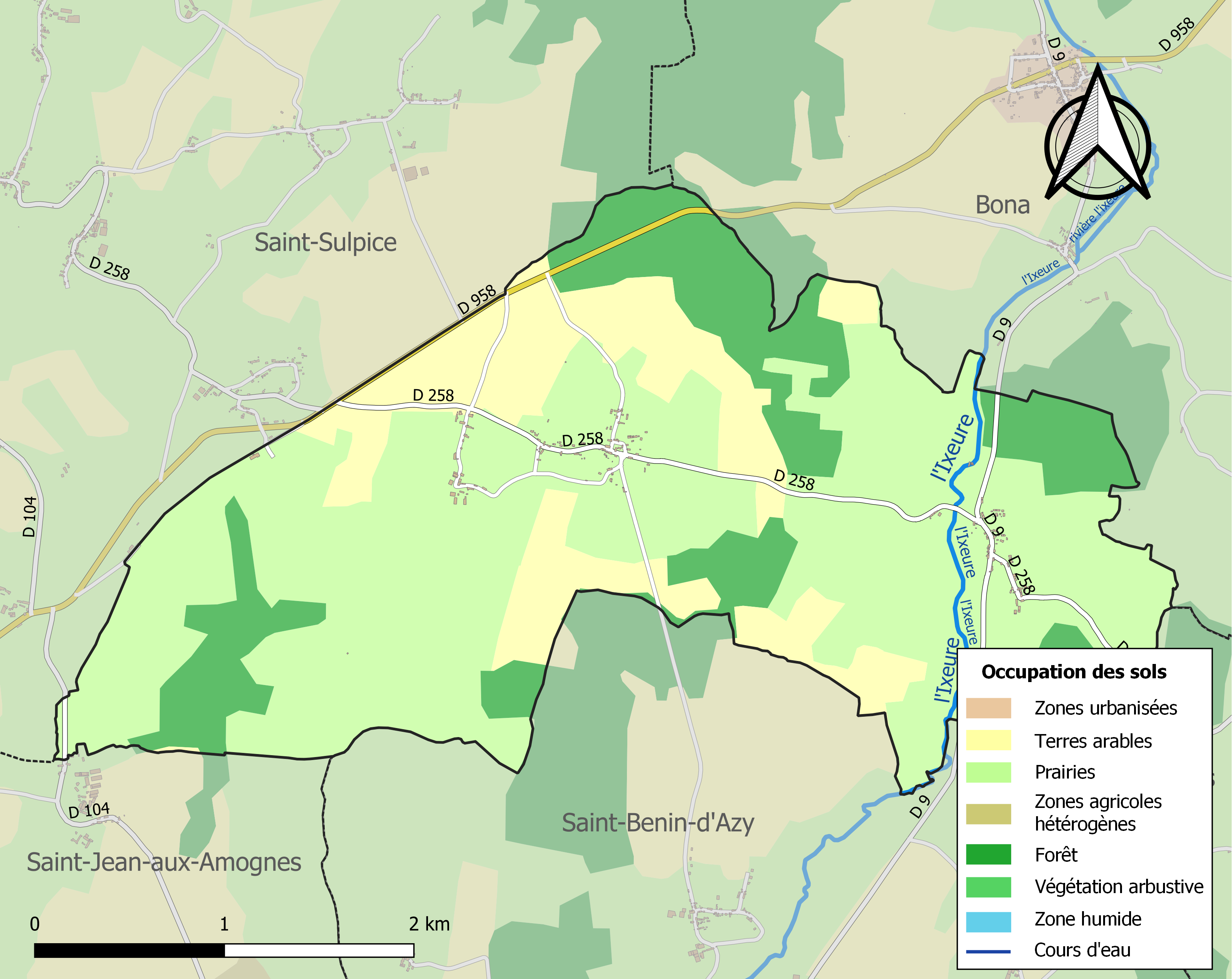
Carte des infrastructures et de l'occupation des sols de la commune en 2018 (CLC).

## Histoire
Au cours de la période révolutionnaire de la Convention nationale (1792-1795), la commune porta provisoirement le nom de Bussy-aux-Amognes.

## Politique et administration
| Période                                  | Période   | Identité              | Étiquette | Qualité                                                       |
| ---------------------------------------- | --------- | --------------------- | --------- | ------------------------------------------------------------- |
| mars 2014                                | En cours  | Marie-Christine Amiot | PS        | Cadre de la fonction publique Directrice du centre de gestion |
| mars 2008                                | mars 2014 | Éric Gauthé           |           | Artisan                                                       |
| mars 2001                                | mars 2008 | Robert Luquet         |           |                                                               |
| Les données manquantes sont à compléter. |           |                       |           |                                                               |

## Démographie
L'évolution du nombre d'habitants est connue à travers les recensements de la population effectués dans la commune depuis 1793. Pour les communes de moins de 10 000 habitants, une enquête de recensement portant sur toute la population est réalisée tous les cinq ans, les populations de référence des années intermédiaires étant quant à elles estimées par interpolation ou extrapolation. Pour la commune, le premier recensement exhaustif entrant dans le cadre du nouveau dispositif a été réalisé en 2004.

En 2022, la commune comptait 152 habitants, en évolution de −16,94 % par rapport à 2016 (Nièvre : −3,28 %, France hors Mayotte : +2,11 %).
| 1793 | 1800 | 1806 | 1821 | 1831 | 1836 | 1841 | 1846 | 1851 |
| ---- | ---- | ---- | ---- | ---- | ---- | ---- | ---- | ---- |
| 262  | 450  | 301  | 278  | 303  | 307  | 284  | 278  | 311  |

| 1856 | 1861 | 1866 | 1872 | 1876 | 1881 | 1886 | 1891 | 1896 |
| ---- | ---- | ---- | ---- | ---- | ---- | ---- | ---- | ---- |
| 305  | 303  | 327  | 302  | 283  | 284  | 286  | 278  | 302  |

| 1901 | 1906 | 1911 | 1921 | 1926 | 1931 | 1936 | 1946 | 1954 |
| ---- | ---- | ---- | ---- | ---- | ---- | ---- | ---- | ---- |
| 298  | 300  | 271  | 182  | 187  | 191  | 167  | 182  | 157  |

| 1962 | 1968 | 1975 | 1982 | 1990 | 1999 | 2004 | 2006 | 2009 |
| ---- | ---- | ---- | ---- | ---- | ---- | ---- | ---- | ---- |
| 163  | 158  | 124  | 117  | 116  | 134  | 143  | 149  | 154  |

| 2014 | 2019 | 2022 | - | - | - | - | - | - |
| ---- | ---- | ---- | - | - | - | - | - | - |
| 178  | 159  | 152  | - | - | - | - | - | - |

## Culture locale et patrimoine

### Lieux et monuments
- Église Saint-Firmin (XIe - XIIIe).

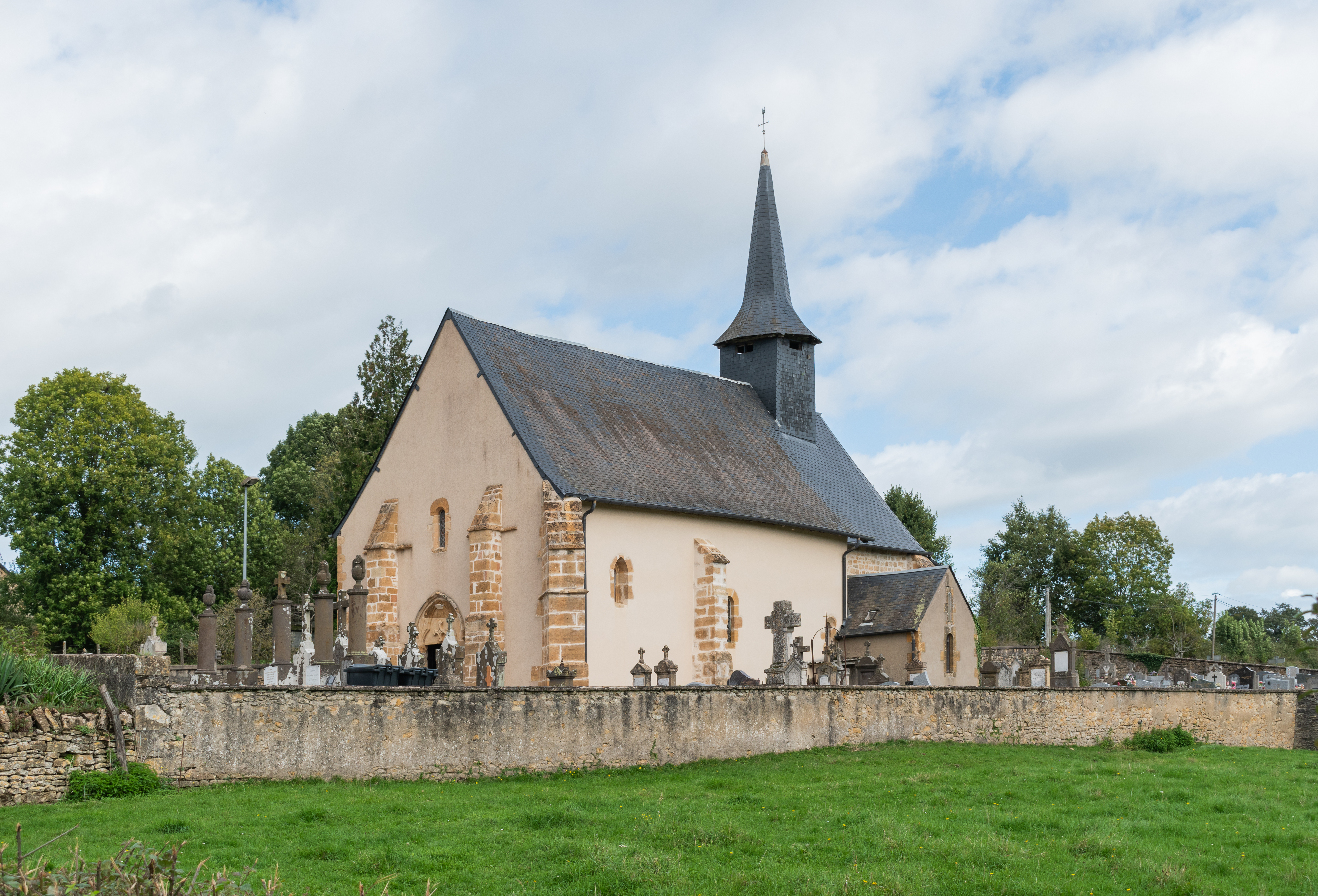
Vue de l'ouest.
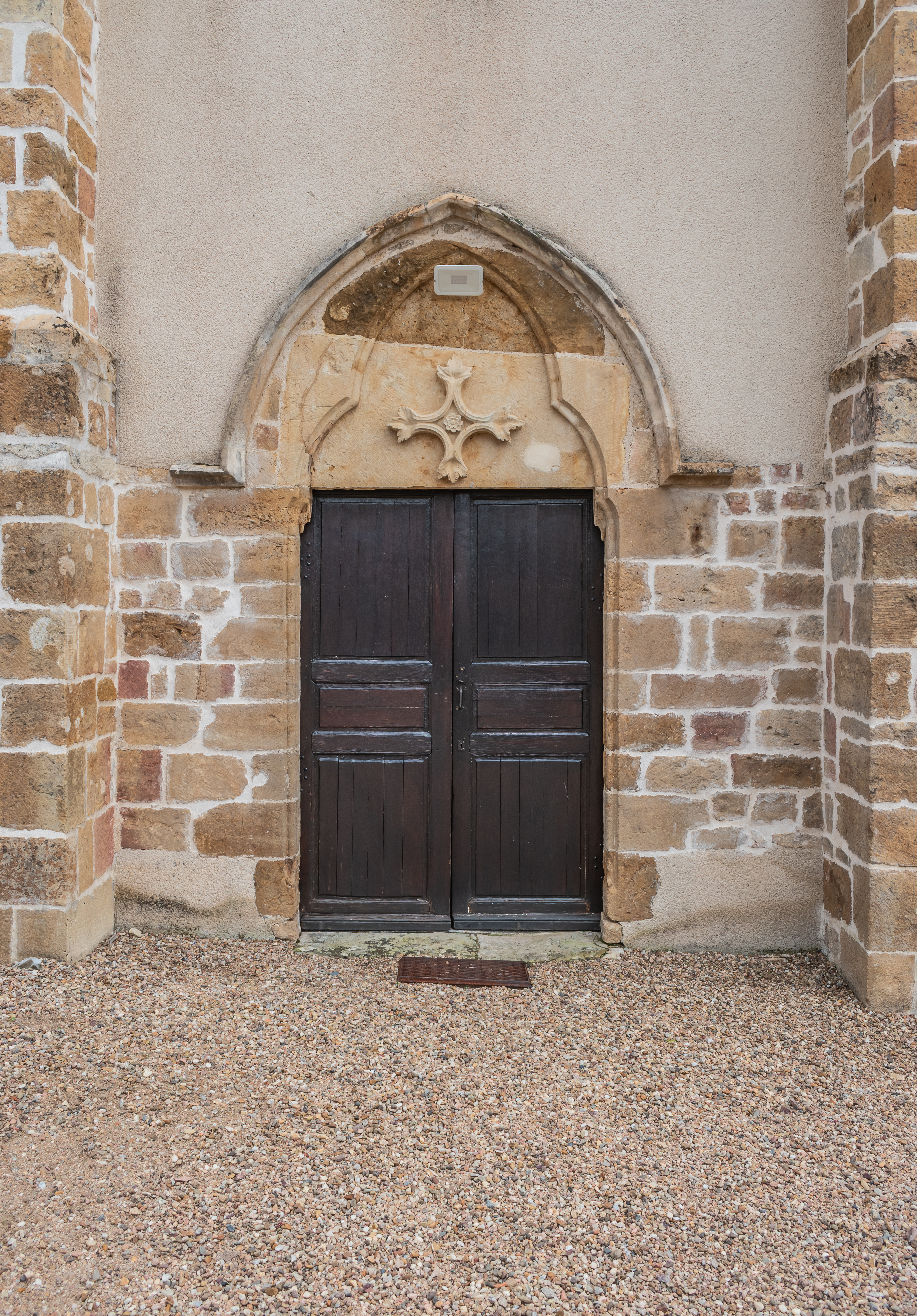
Portail.
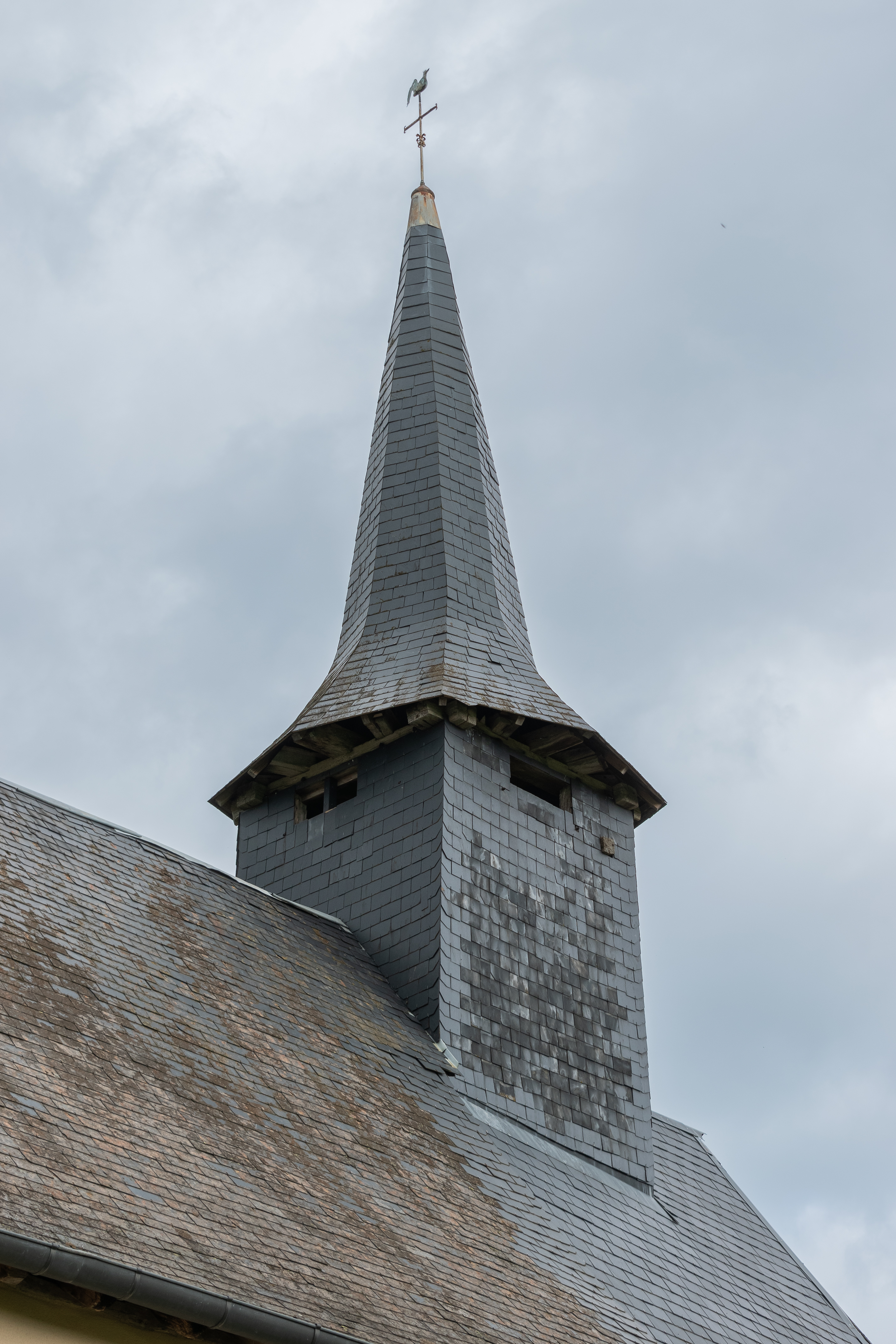
Clocher.
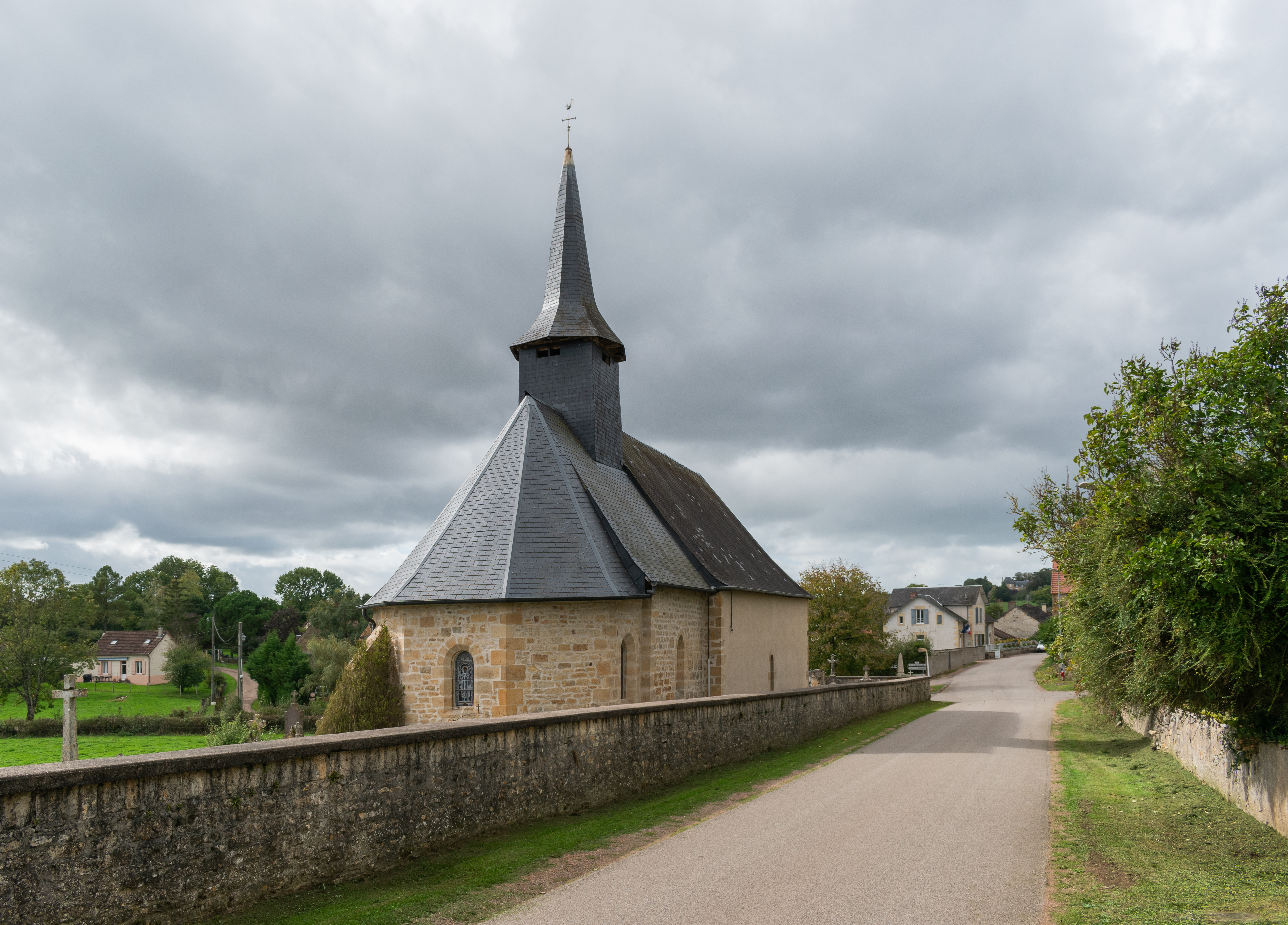
Vue de l'est.
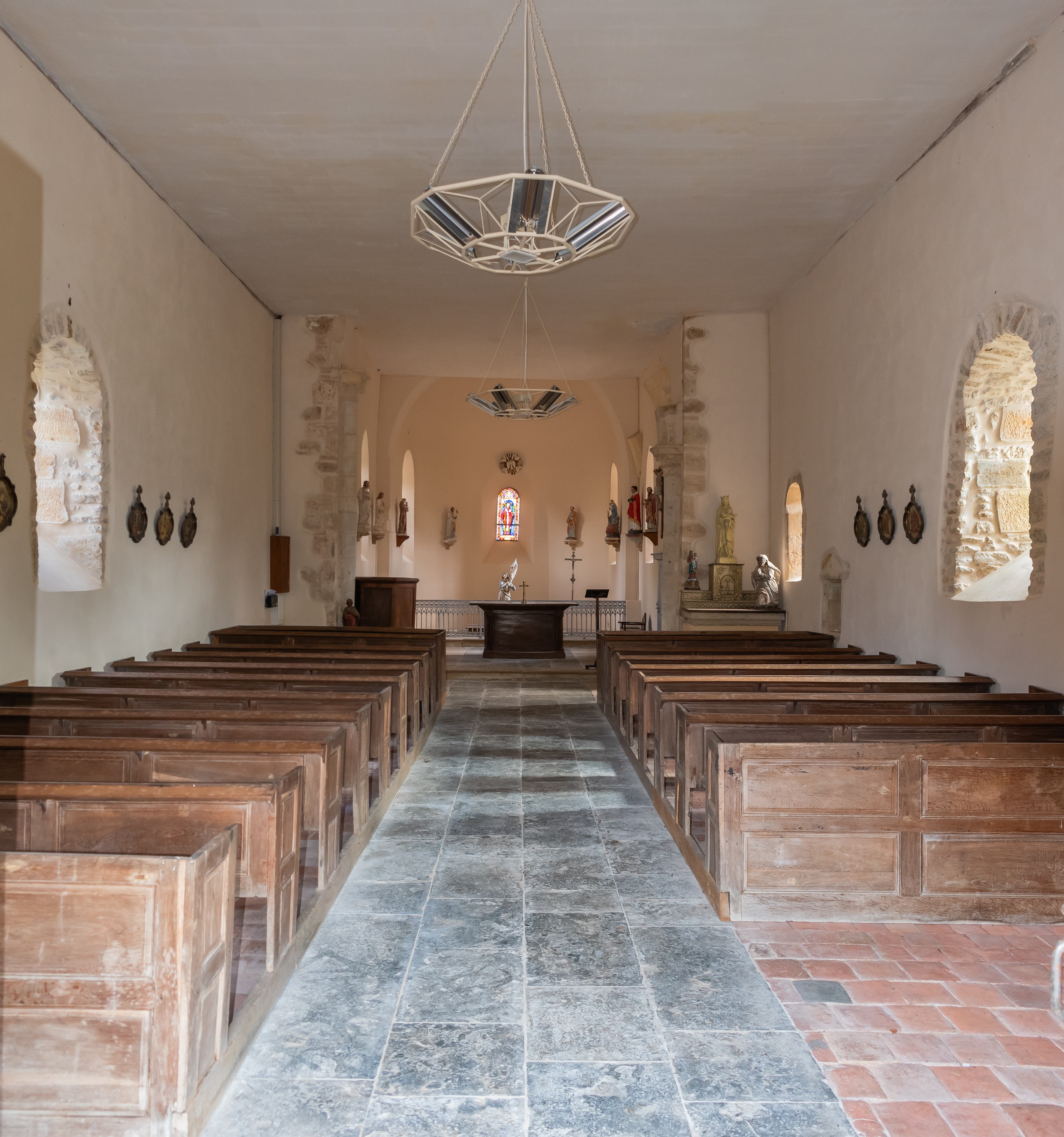
Intérieur.

- Château de Bligny datant du XIXe siècle.
- Le lavoir datant du XIXe siècle.
- La Croix de la fin du XIXe siècle.
- L'arbre de la liberté dominant le monument aux morts.